# Языки уру-чипайя
Языки уру-чипайя — семья индейских языков Южной Америки, распространённая в Боливии. Состоит из двух близкородственных языков — уру (урукилья) и чипайя. Родственные языки среди живых отсутствуют.
На языке чипайя говорят свыше 1000 носителей, он продолжает интенсивно использоваться. На языке уру в начале XXI века говорило лишь 2 носителя, он практически исчез.
Существует гипотеза, что к данной семье относился язык капак сими — тайный язык знати и правителей империи инков Тауантинсуйу.